# Oleksij Pečerov
Oleksij Ivanovyč Pečerov (in ucraino Олексій Іванович Печеров?; Donec'k, 8 dicembre 1985) è un ex cestista ucraino, professionista alto 2,13 m di ruolo centro, che ha giocato nella NBA, prima con i Washington Wizards e poi con i Minnesota Timberwolves.

## Carriera
Viene selezionato al draft 2006 con la 18ª scelta dai Washington Wizards. Il 5 luglio 2007 firma con i Wizards.
Il 23 giugno 2009 viene ceduto insieme a Etan Thomas, Darius Songaila e una prima scelta ai Minnesota Timberwolves in cambio di Randy Foye e Mike Miller.
Nel 2010 firma con l'Armani Jeans Milano, club militante in Serie A e in Eurolega. Con la maglia di Milano disputa una stagione deludente, chiudendo con 7,8 punti e 4,9 rimbalzi di media a partita.
In seguito firma un contratto biennale con l'Azovmash Mariupol'.
Nel novembre 2013 firma un contratto di un mese con il Power Electronics Valencia. Nel gennaio 2014 firma fino a fine stagione con il Krasnye Kryl'ja Samara.

## Palmarès
- Campionato ucraino: 1

Kiev: 2004-05
- Coppa d'Ucraina: 1

Kiev: 2007